# العلاقات الجزائرية الروسية
العلاقات الروسية الجزائرية هي العلاقات الثنائية بين الجمهورية الجزائرية الديمقراطية الشعبية وروسيا الاتحادية. كما كان الاتحاد السوفييتي من بين الدول الأبرز التي دعمت وساندت حرب التحرير الجزائرية سياسياً وعسكرياً، وكانت أول دولة في العالم تعترف بالحكومة الجزائرية المؤقتة.

## تاريخ العلاقات
كان الاتحاد السوفيتي أول دولة في العالم تقيم علاقات دبلوماسية مع الجزائر المستقلة، وذلك في 23 مارس عام 1962. واعترفت الجزائر بروسيا الاتحادية رسميا في 26 ديسمبر عام 1991. وفي 3 - 6 أبريل/نيسان عام 2001 قام الرئيس الجزائري عبد العزيز بوتفليقة بزيارة رسمية لروسيا الإتحادية. وفي 4 أبريل تم توقيع البيان حول الشراكة الاستراتيجية بين الدولتين. وقام رئيس روسيا فلاديمير بوتين بزيارة رسمية للجزائر في 10 مارس عام 2006. وقام رئيس الجزائر عبد العزيز بوتفليقة في الفترة ما بين 18 و 19 فبراير/شباط عام 2008 بزيارة رسمية لروسيا الاتحادية. وفي 23 نوفمبر/تشرين الثاني عام 2005 زار وزير الخارجية الروسي سيرغي لافروف الجزائر في إطار جولته في المغرب العربي. وجرت الزيارة الجوابية لوزير الخارجية الجزائري محمد بجاوي إلى موسكو في 12 - 14 أبريل عام 2006.

## التعاوّن الروسي الجزائري

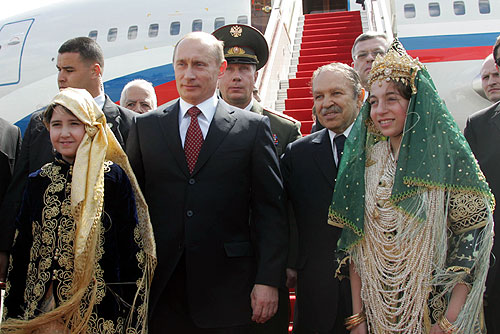
أستقبال الرئيس الروسي سنة 2006

لقد ساهم الخبراء السوفيت مساهمة فعالة في تطوير الإقتصاد الجزائري. كما أنّ الاف الطلاب الجزائريين تلقوا العلم في الجامعات السوفيتية. بدأ التعاون التجاري والاقتصادي بين روسيا والجمهورية الجزائرية الديمقراطية الشعبية منذ ستينيات القرن الماضي حين منح الاتحاد السوفيتي الجزائر قروضا لاغراض التنمية الاقتصادية بمبلغ ملياري دولار. وقدم المساعدة الكبيرة في إنشاء القاعدة الصناعية الوطنية وتطوير فروع الاقتصاد مثل الطاقة والتعدين والصلب والحديد وبناء الماكينات وانشاء المشاريع المائية. ونفذت بمساعدة الاتحاد السوفيتي مشاريع كبرى في شتى فروع الاقتصاد الجزائري، ومنها مصنعا الصلب والحديد في الحجار وعنابة والمحطة الكهرحرارية في جيجل وخط انابيب الغاز الرار - حاسي مسعود وسد «بني زيد». وكان اعداد الكوادر الوطنية لشتى فروع الإقتصاد الجزائري يشغل دائما مكانة هامة في التعاون الثنائي. وادى انهيار الاتحاد السوفيتي إلى إيقاف العديد من المشروعات الكبيرة في الجزائر. ولكن العلاقات الثنائية تشهد حالياً مرحلة جديدة.
ولئن كان حجم التبادل التجاري بين البلدين في عام 2001 لم يتجاوز 200 مليون دولار فقد ازداد هذا المؤشر في عام 2006 بمقدار ثلاثة امثال وبلغ قيمة 643.8 مليون دولار. اما في عام 2007 فازداد التبادل التجاري بين البلدين بمقدار مرتين وبلغ 1338.4 مليون دولار وبلغ 1342 مليون دولار في عام 2008 ، بما في ذلك كانت قيم الصادرات الروسية إلى الجزائر 1120.5 مليون دولار. وبين الصادرات الروسية الموردة إلى الجزائر الماكينات والمعدات ووسائل النقل بنسبة 63% والمعادن غير الحديدية ومنتجاتها بنسبة 8.5 %. في الربع الأول من عام 2009 انخفض التصدير الروسي إلى الجزائر وبلغ قيمة 25.97 مليون دولار فقط أي اقل بمقدار تسعة امثال بالمقارنة مع الفترة المماثلة لعام 2008. اما الإستيراد الروسي من الجزائر فبلغ قيمة 1.34 مليون دولار اما في عام 2010 فبلغ التبادل التجاري بين البلدين 1.176 مليار دولار.
تم التوقيع في 8 مارس عام 2006 على اتفاقية تشكيل مجلس الأعمال الروسي الجزائري. في 5-6 نوفمبر/تشرين الثاني عام 2008 عقد في موسكو اجتماع اللجنة الحكومية الروسية الجزائرية الخاصة بالتعاون التجاري والاقتصادي والعلمي والتقني. كما تم التوصل إلى الإتفاق المبدئي على تنفيذ مشاريع جزائرية يمكن ان تساهم فيها الشركات الروسية.

## التعاون في مجال النفط والغاز
بعد عام 2000 بدأت الشركات الروسية تدريجيّاً بالعودة إلى الجزائر. فعلى سبيل المثال تمّ تدشين خط انابيب الغاز حوض الحمراء الذي قامت بمدّه شركة «ستروي ترانس غاز» الروسية. في عام 2001 بدأت شركة «روس نفط» بالتنقيب في أحد حقول الغاز الجزائرية، وفي العام 2005 بدأت عملية مد خط أنابيب الغاز سهير هاجرت انوس وفي العام 2006 بدأت شركة «ستروي ترانس غاز» بترميم خط انبوب الغاز وليد جلال.

## التعاون التقني في المجال العسكري

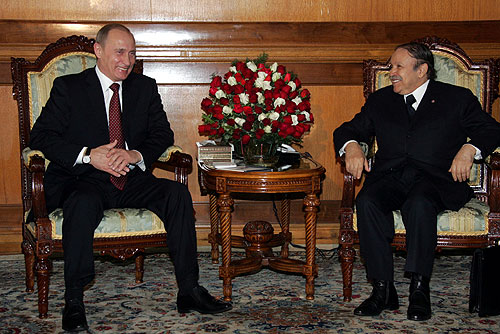
بوتين وبوتفليقة عام 2006

بما أن الجيش الجزائري كان في حينه مجهزا على نحو شبه كامل بالسلاح والعتاد الروسي، فهو اليوم بأمس الحاجة لإعادة التأهيل والتحديث، ولذلك فان التعاون في المجال التقني العسكري أصبح ضرورة ملحة في وقتنا الراهن. وقعت روسيا والجزائر أثناء زيارة الرئيس فلاديمير بوتين للجزائر في مارس/آذار من العام 2006 على صفقة سلاح بقيمة 7,5 مليار دولار، مقابل شطب الديون الجزائرية إلى روسيا، وتضمنت الصفقة حصول الجزائر على 36 مقاتلة حربية من طراز ميغ29 س. م. ت و 28 مقاتلة من طراز سوخوي30 وكذلك 14 طائرة تدريب قتالي من طراز ياك130 إلى جانب 8 بطاريات دفاع جوي إس-300 ومضادات الدبابات «ميتيس» و«كورنيت»، و 300 دبابة من طراز تي-90. كما تم التوقيع على إتفاقية لتحديث 36 مقاتلة ميغ 29 كانت الجزائر قد إشترتها في التسعينات من القرن الماضي من بيلوروسيا وأوكرانيا فضلا عن 250 دبابة من طراز تي-72.
وفي نوفمبر/تشرين الثاني عام 2002 أطلقت روسيا إلى المدار القمر الصناعي الجزائري ألسات-1. ولكن عشية زيارة الرئيس بوتفليقة لموسكو أفادت صحيفة «كوميرسانت» الروسية أنه للمرة الأولى في تاريخ العلاقات الروسية الجزائرية اعيدت إلى روسيا دفعة من طائرات ميغ 29 المُصدّرة سابقا إلى الجزائر. وحسب رواية الجانب الجزائري فان ذلك مرتبط بوجود عيوب فنية في هذه الطائرات بالإضافة إلى عدم تنفيذ الروس لالتزاماتهم حيال الوسطاء، ولكن الجانب الروسي أصر خلال فترة طويلة على بطلان هذه الدعاوى.
ويؤكد مصدر للصحيفة المذكورة أن المقصود ليس الفسخ التام للعقد. وحسب قول هذا المصدر فقد عرضت على الجزائر بدلا من الطائرات المعادة طائرات ميغ 29 -ام2 الأكثر حداثة أو أسلحة ومعدات غير جوية. ولكن ذلك سيكلف الجزائر مبالغ كبيرة ولايستبعد المصدر احتمال زيادة عدد طائرات سوخوي -30م.ك.ي""A التي سيجري تسليمها للجزائر.
ومن المحتمل ان تقوم وزارة الدفاع الروسية أو دولة ثالثة بشراء طائرات الميغ المُعادة. ومع ذلك فقد أشار مصدر آخر لصحيفة «كوميرسانت» إلى أنه لايستبعد ان تقبل الجزائر طائرات الميغ المذكورة والتي يبلغ عددها 15 طائرة بعد ازالة عيوبها. وأضاف المصدر المذكور قائلا أنه لم يعرف بعد بأية طريقة ستعوض الجزائر السُلف وغرامات التأخير المتعلقة بالعقد ولاسيما أنه أُخذت بعين الاعتبار في أثناء توقيع العقد مسألة شطب ديون الجزائر لروسيا.
علما بأنه وقع عقد بقيمة مليار و286 مليون دولار لتوريد 28 طائرة ميغ-29 م.س.ت ذات مقعد واحد و6 مقاتلات ذات مقعدين من طراز ميغ 29- و.ب في اطار حزمة اتفاقيات حول التعاون العسكرى التقني مع الجزائر بمبلغ اجمالي يصل إلى حوالي 8 مليارات دولار وبموجب هذه الاتفاقيات تعهدت روسيا بأن تشطب تدريجيا ديون الجزائر المستحقة للاتحاد السوفيتي البالغة زهاء 4 مليارات و 700مليون دولار وذلك مع تنفيذ حزمة الطلبيات الجزائرية المذكورة.
وأشار المصدر المذكور آنفا إلى أن القفزة النوعية في علاقات روسيا مع الجزائر وخاصة في ميدان التعاون العسكري أثارت ردود فعل قوية من الجانب الفرنسي وازداد ذلك بصورة خاصة بعد وصول نيكولا ساركوزي لسدة الرئاسة.وتجدر الإشارة إلى ان فرنسا تقوم على نحو نشيط بعرض مقاتلاتها من طراز «رافال» في منطقة المغرب العربي.
بلغ عدد خريجي الجامعات والمعاهد الروسية المدنية والعسكرية من أبناء الجزائر 13 الف شخص.

## انظر أيضاً

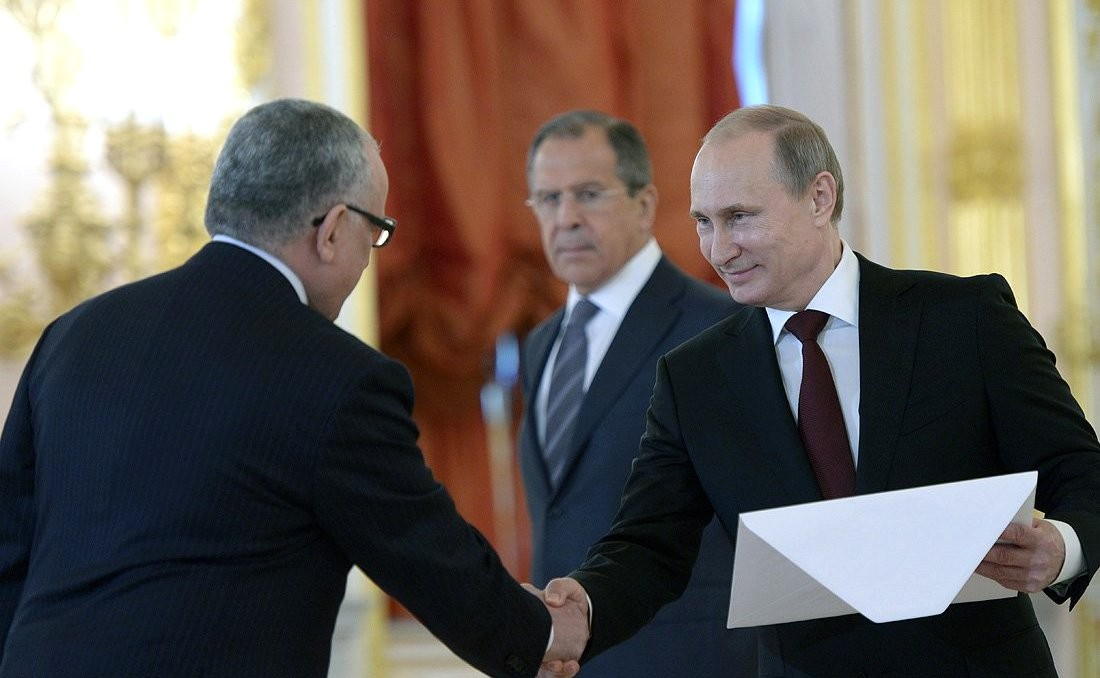
بوتين يتلقى أوراق اعتماد سفير الجزائر

## وصلات خارجية
- روسيا اليوم